# Kurisu
Kurisu is een plaats in de Estlandse gemeente Hiiumaa, provincie Hiiumaa. De plaats heeft de status van dorp (Estisch: küla).
Kurisu lag tot in oktober 2013 in de gemeente Kõrgessaare, daarna tot in oktober 2017 in de gemeente Hiiu en sindsdien in de fusiegemeente Hiiumaa. In de gemeente Emmaste, die ook opging in de fusiegemeente, lag ook een dorp Kurisu. Dat werd bij de fusie omgedoopt in Emmaste-Kurisu.

## Bevolking
Het dorp had 23 inwoners op 31 december 2011 en 28 inwoners op 31 december 2021.